# Anubis curtus
Anubis curtus là một loài bọ cánh cứng trong họ Cerambycidae.